# American Comedy Awards
Les American Comedy Awards sont un ensemble de récompenses américaines, décernées chaque année de 1987 à 2001, destinées à saluer le travail des artistes dans le domaine de l'humour, notamment à la télévision et au cinéma.

## Historique
Créée en 1987 par le réseau de télévision américain ABC qui en a assuré l'organisation durant la majeure partie de son existence, la cérémonie est présentée alors par la chaîne comme le « premier prix visant à récompenser toutes les formes d'humour ». En 1989, après la mort de Lucille Ball, la statuette est nommée « The Lucy » pour rendre hommage à cette légende de l'humour à la télévision. 

## Catégories de récompense
- Prix de la comédie américaine (American Comedy Award)
- Acteur le plus drôle dans un film (Rôle principal) (Funniest Actor in a Motion Picture (Leading Role))
- Actrice la plus drôle dans un film (Rôle principal) (Funniest Actress in a Motion Picture (Leading Role))
- Acteur de second rôle le plus drôle dans un film (Funniest Supporting Actor in a Motion Picture)
- Actrice de second rôle la plus drôle dans un film (Funniest Supporting Actress in a Motion Picture)

## Palmarès

### American Comedy Awards 1990

#### Acteur le plus drôle dans un film (Rôle principal)
- Jack Nicholson pour le rôle de Joker et Jack Napier dans Batman[2]

### American Comedy Awards 1991

#### Acteur de second rôle le plus drôle dans un film
- Al Pacino pour le rôle de Big Boy Caprice dans Dick Tracy[3]

### American Comedy Awards 1993

#### Actrice la plus drôle dans un film (rôle principal)
- Whoopi Goldberg pour le rôle de Dolores Van Cartier / sœur Marie-Clarence dans Sister Act

#### Actrice de second rôle la plus drôle dans un film
- Kathy Najimy pour le rôle de sœur Marie-Patrick dans Sister Act
  - Maggie Smith pour le rôle de la Mère supérieure dans Sister Act
  - Mary Wickes pour le rôle de sœur Marie-Lazarus dans Sister Act

### American Comedy Awards 2001

#### Film le plus drôle
- Mon beau-père et moi (Meet the Parents)

#### Acteur le plus drôle dans un film (Rôle principal)
- Ben Stiller pour le rôle de Gaylord « Greg » M. Furniker dans Mon beau-père et moi (Meet the Parents)
  - George Clooney pour le rôle de Ulysses Everett McGill dans O'Brother (O Brother, Where Art Thou?)
  - Robert De Niro pour le rôle de Jack Byrnes dans Mon beau-père et moi (Meet the Parents)

#### Actrice la plus drôle dans un film (Rôle principal)
- Tracey Ullman pour le rôle de Frances Winkler surnommée Frenchy dans Escrocs mais pas trop (Small Time Crooks)